# Anna Bergström (forskare i global hälsa)
Anna Bergström, född 24 januari 1983 i Maputo, Mozambique, är en svensk forskare inom global hälsa och tidigare humanistordförande.
Bergström disputerade i medicin år 2012 på Karolinska Institutet på en avhandling om nyfödda barns hälsa i låginkomstländer. Åren 2015–2017 var hon post-doc på University College London. Hennes forskningsområde är implementeringsvetenskap, det vill säga beforskandet av strategier för att rutinmässigt introducera och använda ny kunskap inom hälso- och sjukvård. Hon har framförallt arbetat i låg- och medelinkomstländer och bland annat bott i Uganda (2009–2010) och Vietnam (2015–2017).
Anna Bergström är docent i global hälsa och arbetar sedan 2012 som forskare i global hälsa på Uppsala universitet och är sedan 2018 även affilierad till Karolinska Institutet. 
År 2012 intervjuades Anna Bergström i Dagens Nyheter om sin livsåskådning sekulär humanism. Bergström har varit engagerad i Humanistisk konfirmation som koordinator och handledare sedan 1999.
Anna Bergström var ordförande för förbundet Humanisterna mellan april 2018, då hon efterträdde Christer Sturmark, och april 2020, då hon efterträddes av David Rönnegard.